# Île Pierre Ier
Pour les articles homonymes, voir Pierre Ier.
L'île Pierre Ier, en norvégien Peter I Øy, est une île volcanique, revendiquée par la Norvège, située dans l'océan Austral, en mer de Bellingshausen, au large de la partie côtière occidentale de l’Antarctique. Le front glaciaire rend son accès difficile et son débarquement risqué par les embarcations en raison des chutes de séracs. Pourtant l’île a fait l’objet d’explorations et d’expéditions à caractère scientifique et sportif. Ola Olstad (no) et son corps expéditionnaire réussirent à débarquer pour la première fois sur l'île le 2 février 1929. L’ascension de son sommet principal, le pic Lars-Christensen, n’a jamais été réalisée. Elle reste une île très peu connue.

## Géographie
L'île Pierre Ier,, est située à 450 km des côtes du continent Antarctique, dans la mer de Bellingshausen (68° 50′ S, 90° 35′ O).
L'île principale a une surface de 156 km2, bien qu'en lui additionnant des îlots et des récifs adjacents l'aire émergée atteigne les 243 km2.
Il s'agit d'un volcan bouclier, datant de l'Holocène d'après des échantillons estimés de 0,1 à 0,35 million d'années. On ne sait pas si ce volcan est éteint ou non, mais la partie supérieure semble non modifiée par la glaciation, indiquant la possibilité d'une éruption dans les quelques derniers siècles.
L'une des arêtes sommitales culmine à 1 755 m au pic Lars-Christensen. D'autres sources contradictoires indiquent un sommet culminant à seulement 1 640 mètres ou 1 695 mètres.
Du point de vue de son statut politico-administratif, l'île Pierre Ier est une dépendance de la Norvège, soumise au traité sur l'Antarctique de 1959.

### Relief

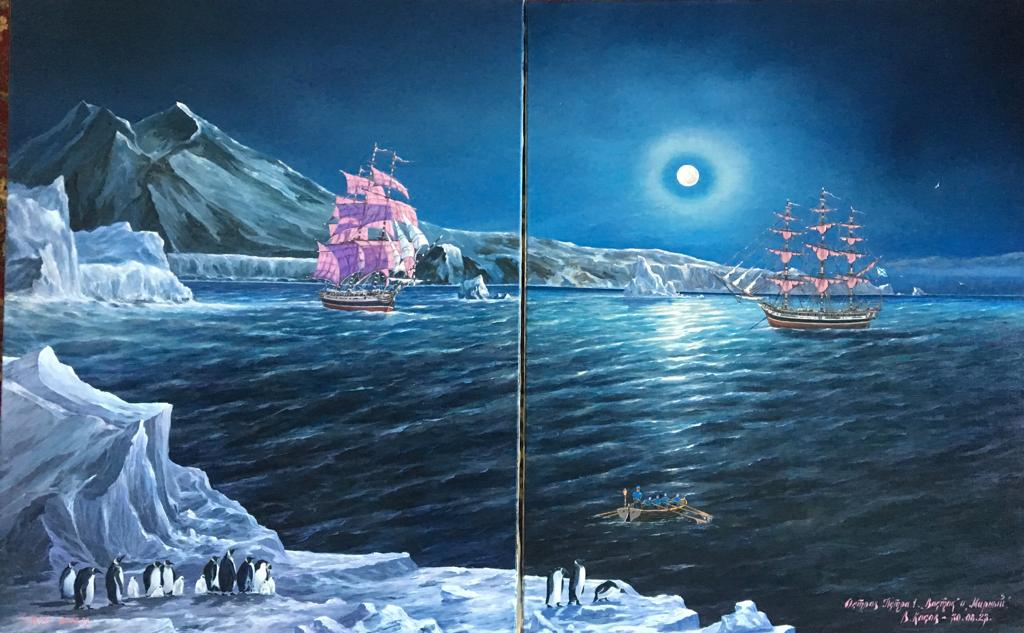
Diptyque. Vostok et Mirny. Île Pierre I. 11/01/1821 La première expédition russe en Antarctique.

L'île est constamment entourée par la banquise, sauf un bref moment pendant l'été austral ; elle est recouverte à 95 % par les glaces atteignant souvent plusieurs dizaines de mètres. Son pourtour est très accidenté et présente de nombreuses falaises d'environ 40 mètres de haut avec des risques importants de chutes de sérac. Seuls trois sites de débarquement potentiels ont été observés et identifiés : deux ont fait l'objet d'un débarquement humain, dont en 2010 l’expédition française No man's land project  avec la navigatrice Isabelle Autissier.
Les sites de débarquement sont issus des dernières coulées de lave venues se déverser directement dans l'océan. Anciennement, leur refroidissement rapide a provoqué un bourrelet d'enrochement de pourtour sous le niveau de la mer qui s'est transformé ensuite en une table sédimentaire de roches volcaniques émergentes au fil des éruptions successives. Ce processus de formation volcanique implique une faible et fragile épaisseur de cette croûte de coulée par endroits, jetée comme un ponton sur la mer. Sous l'action de l'eau, de l'assaut des vagues, d'alternances de périodes de gel et des glaces, ces terres gagnées sur la mer sont sujettes à une érosion plus rapide. Ce phénomène physique est susceptible de modifier considérablement la précision des maigres données cartographiques recueillies de ces lieux : il a pour conséquence directe d'augmenter dans le même temps les difficultés potentielles d'un débarquement, surtout après plusieurs dizaines d'années sans expédition régulière d'observation.
Son relief, lié à l'émergence d'un volcan aujourd’hui éteint au-dessus du niveau des eaux, présente au sommet un cratère dépressionnaire d'environ 100 mètres de diamètre. La glace, actuellement présente sur plusieurs dizaines de mètres, ne permet pas de visualiser avec précision les arêtes de la caldeira et d'estimer la hauteur primitive de l'île ainsi que son niveau d'érosion et la dépression maximale au niveau du cratère.

### Cartographie
L'épaisse couche de glace et le caractère inhospitalier de ce lieu n'ont pour l'instant pas permis de recueillir des données topographiques précises.
L'île Pierre Ier fait environ 20 km de long et 10 km de large.
Il existe de cette île une carte crayonnée non datée qui fait apparaître trois importants glaciers non identifiés mais aussi non cartographiés. À l'est, le pourtour côtier le plus abrupt au pied du pic volcanique a été nommé côte de Bellingshausen. Plus au nord, en direction du cap Eva, se trouve la côte Mirnyi, et, à l'opposé, la côte Vostok au sud/sud-ouest. Ces lieux ont été nommés par le capitaine russe Bellingshausen, qui rapporte qu'une falaise rocheuse se dressait à plusieurs milliers de pieds au-dessus de la mer à la limite du pack de glace. Ola Olstad, lui, a nommé la baie de Sandefjord à l'ouest et le pic Lars Christensen au centre-est qu'il voyait s'élever derrière dans les brumes.

### Climatologie
Il règne, en ce lieu solitaire et isolé de la mer de Bellingshausen, un climat extrême très instable, marqué par de forts vents, des températures très basses et des chutes de neige.
La présence de forts vents limite grandement les possibilités d'un débarquement pour établir un camp de base car il est difficile d'envisager des rotations entre la terre et le navire avec un hélicoptère comme l'a notamment rapporté le capitaine du brise-glace argentin Général-San-Martin en 1971.
Données saisonnières
Durant l'été austral, les températures moyennes de janvier, mois le plus chaud, sont autour de 1 °C. Durant l'hiver austral, le mois le plus froid est juillet avec environ −23 °C de moyenne. Comme d'autres zones de l'Antarctique, on observe en mer de Bellingshausen une élévation progressive et lente des températures due au phénomène de réchauffement climatique.

### Glaces, glaciers et banquise
Durant l'hiver austral, l'île est entourée d'une épaisse banquise qui la rend totalement inaccessible par voie maritime. Durant l'été austral, autour de février, la fonte progressive de la banquise permet suivant les années et les conditions météorologiques d'envisager une approche par bateau.
Plusieurs glaciers importants et imposants de par leur épaisseur masquent le relief de l'île. Au pic Lars Christensen, des estimations donnent entre 60 et 120 mètres d'épaisseur de calotte glaciaire.

### Eaux et fonds marins
Des îlots affleurants et des récifs adjacents rendent la navigation d'approche difficile en plus des fragments de sérac, de banquise et autres icebergs qui se déplacent rapidement avec les courants. Le seul endroit raisonnable pour le mouillage est "Sandefjord bay" (littéralement La baie de Sandefjord), et encore, seulement pour une courte période car il est impossible d'ancrer.

## Histoire

### Faits historiques
L'île est découverte par le capitaine russe Fabian Gottlieb von Bellingshausen le 21 janvier 1821, qui approche à environ quatorze milles de ses côtes. Lorsqu’il a découvert cette importante masse de terre, il pense d'abord avoir découvert un nouveau continent, mais en arrivant près de celle-ci, il devra se résoudre à constater que le fruit de sa découverte n'est qu'une île perdue. Il lui sera impossible de s'en approcher au plus près et mettre pied à terre pour en revendiquer la possession à cause d'importants packs de glace flottants rendant la navigation trop dangereuse.
Bellingshausen baptise l'île en l'honneur du tsar de Russie Pierre Ier. En janvier 1927, l'explorateur norvégien Ola Olstad (no) prend le commandement d'une nouvelle et première expédition dont le but est de rechercher de nouvelles eaux pour la chasse à la baleine. Ces hommes sont les premiers à approcher l'île d'aussi près, plus d'un siècle après Bellingshausen. Ils rapportent en Norvège des clichés noir et blanc de l'endroit. Une seconde expédition prend la route en 1929 et débarque pour la première fois sur l'île le 2 février 1929 : elle revendique dès lors très officiellement l'île et son territoire maritime pour la Norvège.
Un abri de secours à vivres et à médicaments est construit par Ola Olstad et son équipage pour eux-mêmes et d'éventuelles nouvelles expéditions. La prise de possession sera confirmée en 1931 par le parlement norvégien et l'île devient une dépendance norvégienne en 1933.
En 1948, Grethe Rytter Hasle, future planctologiste norvégienne est aussi la première femme à se rendre dans les eaux norvégiennes de l'île Pierre Ier avec l'Expédition scientifique du MV Brattegg.
L'American Radio Relay League (ARRL) en 1983 ajoute l'île Pierre Ier à la liste DXCC.
Du 23 janvier au 2 février 1987, l'expédition scientifique de radio-émission du MV Aurora  The First Peter One LA-DX-Group expedition assure la première liaison radio terrestre et la première émission d'un signal radio depuis le cap Eva en ondes moyennes.
En 1994, The second Peter One LA-DX-Group expedition teste les 9 bandes HF dans tous les modes.
En 2006, The third Peter One LA-DX-Group expedition installe une station météorologique émettrice et temporaire.
L'île demeure cependant très peu explorée. Une tentative d'ascension du sommet de l'île est envisagée en 2010 par le No man's land project avec l'aide logistique de la navigatrice Isabelle Autissier, seconde femme à se rendre dans ce milieu marin côtier.
Depuis presque un siècle de revendication de territorialité, en ce lieu peu fréquenté, les Norvégiens ne se sont jamais vraiment intéressés à l’île.

### Explorations maritimes et terrestres
Les résumés partiels d'expéditions qui suivent tentent de faire le point des tentatives d'exploration des différents milieux de cette île si particulière et géographiquement éloignée.

#### Expédition Bellingshausenen 1821
L’expédition Bellingshausen est une expédition russe d'exploration dans l'océan Austral entre 1819 et 1821. Le 5 septembre 1819, au départ de Portsmouth, le capitaine Fabian Gottlieb von Bellingshausen, en prend le commandement sur désignation de l'amirauté russe et appareille avec le Vostok (littéralement « l'Orient »), une corvette de 600 tonneaux. Il est accompagné pour ce long périple maritime autour du pôle Sud par un navire de soutien de 530 tonneaux, le Mirnyi (littéralement « le Pacifique »), sous les ordres de Mikhaïl Lazarev, capitaine adjoint de commandement d'expédition.
En découvrant la mer de Bellingshausen, qui porte son nom, il croise au large de plusieurs îles dont celle-ci. L'île est découverte le 21 janvier 1821 par le capitaine russe qui l'approcha à environ quinze milles de ses côtes. Il la nommera ainsi en l'honneur du tsar Pierre Ier de Russie.

#### Seconde expédition Charcoten 1909
Ce périple constitue la deuxième expédition française en Antarctique.
Jean-Baptiste Charcot fait construire un nouveau et quatrième navire Pourquoi-Pas ? : un trois-mâts barque de 40 mètres jaugeant 825 tonneaux, équipé d'un moteur auxiliaire. Spécialement conçu pour réaliser de nouvelles expéditions polaires, en tenant compte de l'expérience de son Francais, du Scotia de William Speirs Bruce et du Discovery de Robert Falcon Scott (1902), ce navire bénéficie de l'éclairage électrique et d’une bibliothèque riche de 1 500 volumes. Mais la machinerie ne fait que 550 chevaux et s'avérera plus tard sous-dimensionnée.
Après un regrettable accident coûtant la vie à un de ses matelots, il appareille au départ du Havre fin août 1908. Sa seconde épouse, Marguerite (« Meg »), est du voyage jusqu'à Punta Arenas. L'expédition débutera vraiment en 1909, le long de la terre de Graham.
Après un hivernage forcé dans une baie au sud-est de l'île Petermann, Jean-Baptiste Charcot longe la banquise jusqu'à 120° Ouest, reconnaissant l'île Alexandre-Ier et l'île Pierre Ier, toutes deux découvertes par Belingshausen, ainsi que l'île Charcot (nommée en hommage à son père, Jean-Martin Charcot, célèbre neurologue). Début janvier 1909, le navire heurte malencontreusement une roche à fleur d'eau et endommage sa quille. Après près plus de 24 heures d'efforts incessants qu'il raconte dans son livre de récit, le navire est enfin libéré de son entrave. Il poursuivra sa route pour découvrir l'île Renaud, la côte Fallières (du nom du président de la République de l'époque Armand Fallières), les îles Mikkelsen, l'île ou le cap Pavie (le caractère insulaire du lieu n'avait pu être vérifié), l'île Adélaïde, l'île Millerand.
Les conditions climatiques difficiles vont l'empêcher de poser le pied sur l'île Pierre Ier dont il se serait bien vu le premier homme foulant le sol.
À son retour d'expédition en France métropolitaine, Jean-Baptiste Charcot publiera le récit de son voyage que constitue cette deuxième expédition française en Antarctique : Le Pourquoi Pas ? dans l'Antarctique. Malgré un certain succès, il ne retournera pas dans l'Antarctique, et effectuera avec le Pourquoi Pas ? des expéditions dans les mers du nord, en 1911-1914 comme navire-école.

#### Expédition baleinière du SS Odd Ien 1927
En janvier 1927, l'explorateur norvégien Ola Olstad prend le commandement d'une première expédition ordonnée et financée par Lars Christensen, héritier du riche armateur norvégien Christen Christensen habitant à Sandefjord, port de pêche. Son but est de rechercher de nouvelles eaux riches en cétacés pour pratiquer la traditionnelle chasse à la baleine.
L'expédition réalise beaucoup de photos en noir et blanc et nomme le grand pic qu'elle aperçoit face à elle Lars Christensen, en hommage au financeur de ce périple austral. L'équipe en fait aussi une première estimation de la hauteur soit 4 000 ft d'altitude. Mais elle ne débarquera pas.

#### Expédition australe du SS Norvegia / Ola Olstaden 1929
Une nouvelle expédition est encore financée par Lars Christensen pour prendre possession de l'île au nom de la Norvège, rechercher des nouvelles eaux riches en poissons en Atlantique sud et explorer les eaux peu connues du Pacifique Sud. Le SS Norvegia (ekk) prend la direction de l'Antarctique avec :
- Ola Olstad, commandant d'expédition, premier homme à débarquer sur l'île ;
- le Capitaine Larsen, commandant de bord qui y planta le drapeau norvégien.

Ola Olstad et son corps expéditionnaire ne ménageront pas leurs efforts pour débarquer pour la première fois sur l'île le 2 février 1929 à Sandefjord Bay. Ils en revendiquent, dès lors, la possession pour la Norvège. Un cliché en noir et blanc immortalise cet instant : le drapeau norvégien a été solidement planté par le capitaine Larsen et Olstad, accompagné du capitaine, de 8 hommes d'équipage et d'un photographe, lit un document d'allocution qui signifie la prise de possession de ce territoire par la Norvège (voir la photo). Ainsi une vaste étendue de la mer de Bellingshausen autour de l'île recouverte de banquise en hiver austral et d'eau en période d'été austral devient Territoire norvégien de navigation et de pêche.
Un abri de secours dont il ne reste aucune trace fut construit pour conserver des vivres et des médicaments. En 1971, l'équipe du brise-glace argentin Général-San-Martin n'a pas trouvé cet abri de secours.

#### Expédition scientifique du MV Bratteggen 1948
Le MV Brattegg est un navire norvégien de pêche en acier de 500 tonneaux qui a été utilisé pour recueillir des données scientifiques concernant les zones maritimes du Pacifique sud et de l'océan Austral.
Cette expédition scientifique australe du MV Brattegg réalisée entre 1947 et 1948 est financée par la Norwegian Whaling Association (littéralement « Association norvégienne de chasse à la baleine »). La Norwegian Geographical Society (littéralement « Société norvégienne de géographie »), elle, était responsable du planning ainsi que de l'équipement scientifique de cette petite expédition de quatre scientifiques et dix-sept membres d'équipage qui prend le départ en 1947.
Les objectifs principaux de cette équipe scientifique (un ornithologue spécialiste de l'Antarctique, la chercheuse en biologie marine Grethe Rytter Hasle spécialiste du phytoplancton et deux océanographes) sont de réaliser une étude des eaux du Pacifique sud et de l'Antarctique qui ne sont pas régulièrement visités par les baleiniers. Pour mener à bien cette étude, un objectif géographique a été formulé : pousser leur périple jusqu'à l'île Pierre Ier si les conditions sont favorables, ce qu'ils purent réaliser.
Durant l'été austral 1948, le navire arrive sur zone et les 4 chercheurs ont travaillé à récolter des données scientifiques générales permettant de caractériser le milieu marin des eaux de l'île.
Pour l'histoire, Grethe Rytter Hasle est aussi la première femme s'être rendue dans les eaux norvégiennes de l'île Pierre Ier.
Après son retour en Norvège et après plusieurs années de travaux d'analyse des données scientifiques recueillies, Grethe Rytter Hasle publiera en 1968 une analyse du phytoplancton dans l'océan Pacifique sud en caractérisant son abondance, sa composition et sa répartition.
Ce long voyage scientifique marque un réel tournant dans la future carrière de cette scientifique de renommée internationale et donne enfin corps à une vocation : travailler en recherche planctologique, ce qu'elle va faire réaliser toute sa vie durant. Ces travaux dans ce domaine sont réellement fondateurs de cette nouvelle dénomination de science qui n'apparaîtra que bien plus tard. Pour l'histoire, Grethe Rytter Hasle est aussi la première femme s'être rendue dans les eaux norvégiennes de l'île Pierre Ier.

#### Les expéditions duWorld Discovererentre 1982 et 1987
Le World Discoverer, un navire de croisière transformé en bateau d'expédition et commandé par le capitaine allemand Heinz Aye entre 1982 et 1987, a effectué plusieurs passages au large de Pierre Ier dans ces eaux australes. Ils n'ont pas permis de localiser les restes de l'abri construit par Ola Olstad et son équipage en 1929. De plus, il a également rencontré des difficultés avec les restes de banquise flottante et d'iceberg, qui ne lui ont pas toujours permis de s'approcher de la côte comme il le souhaitait, rendant dangereuse toute tentative de séjour prolongé.

#### Peter One LA-DX-Group expedition (1987-1994-2006)

##### Expédition scientifique et de radio-émission du MV Aurora: "The First Peter One LA-DX-Group expedition"en 1987
Cette expédition s'est déroulée du 23 janvier au 2 février 1987 avec les radio-émetteurs Einar LA1EE (3Y1EE) et Kare LA2GV (3Y2GV),. Leur but est d'établir la première liaison radio depuis l'île avec notamment le continent américain, mais aussi les autres et d'émettre un signal radio qui puisse être capté par les radio-amateurs du monde entier depuis le camp de base avec les indicatifs 3Y1EE et 3Y2GV obtenus auprès de l'American Radio Relay League. Ils vont opérer depuis le glacier du Cap Eva" au nord-ouest de l'île. L'activité de radio émission se soldera par quelque 17 000 QSOs essentiellement sur 40 et 20 mètres, en ondes moyennes en trafiquant le jour depuis le camp de base et en dormant sur le bateau la nuit.
Cette expédition de radio-émission réussie fait suite à un projet avorté en 1970, à une expédition en 1979 (indicatif 3YøBZ) qui ne pourra pas débarquer et deux demandes d'indicatif en 1981 et 1982 non suivies de démarches expéditionnaires.

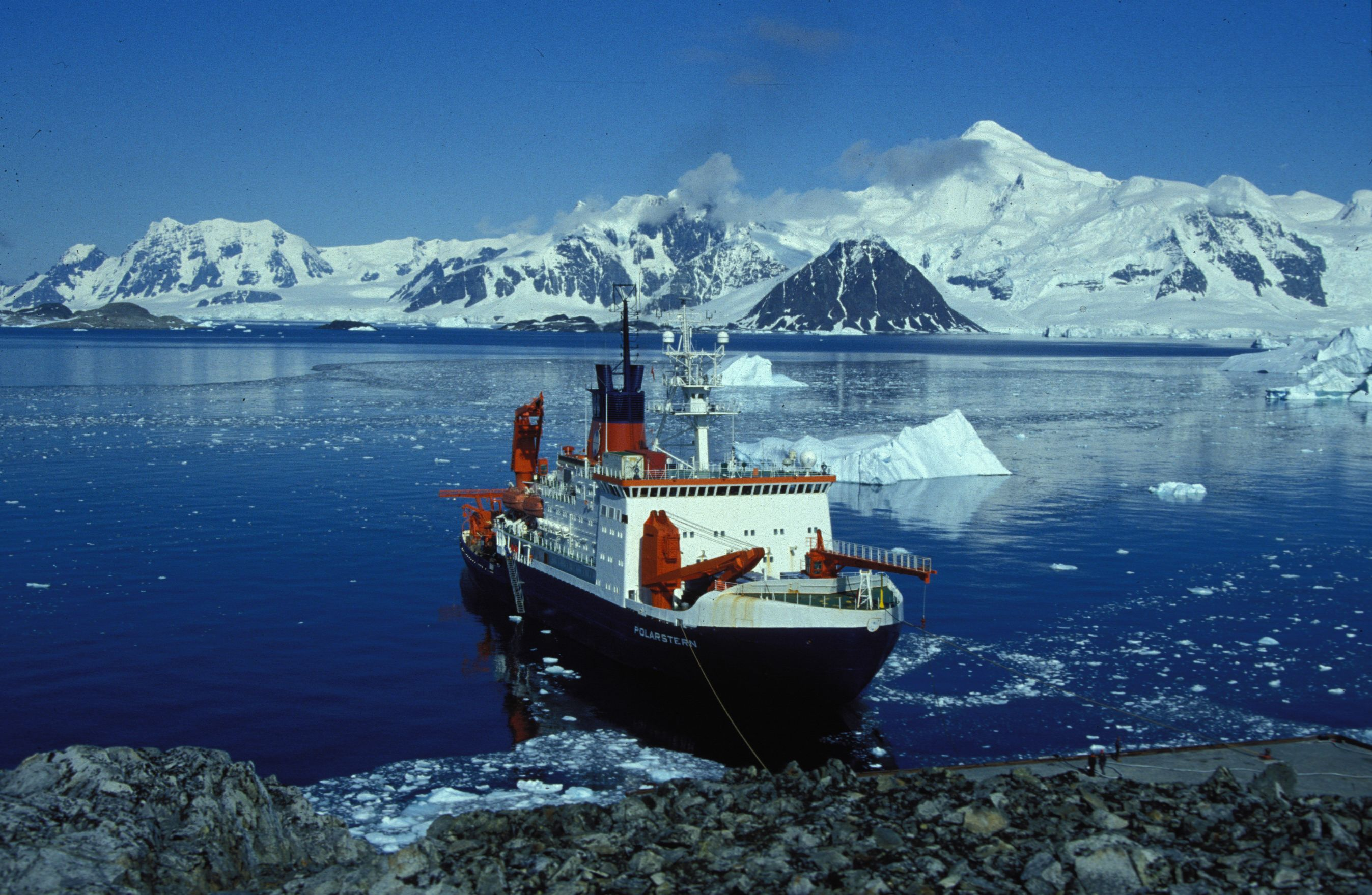
Le Polarstern devant la station britannique Rothera, péninsule Antarctique, février 1994.

##### Expédition scientifique et de radio-émission duRV Polarstern: "The second Peter One LA-DX-Group expedition"en 1994
Cette expédition s'est déroulée du 29 janvier au 16 février 1994 avec les radio-émetteurs Ralph K0IR, Bob K4UEE, Gérard F2JD, Michel FM5CD, Peter HB9BXE, Al K3VN, Dave K4SV, Gary K9SG, Wayne KU4V, Erling LA6VM, Bill N2WB, George N4GRN, Don N6JRL, Bob N6OX, Carlos NP4IW/6, Michael PA5M, Robert SP5XVY, Andy UA3AB, Mel W8MV, Gordon W0RUN, Russ KI4NFF,. Ils ont opéré avec l'indicatif 3Y0PI. Ils ont enregistré 60 000 QSOs sur les 9 bandes HF dans tous les modes.

##### Expédition scientifique et de radio-émission du RV Polarstern: "The Third Peter One LA-DX-Group expedition"en 2006
Cette expédition s'est déroulée du 8 au 19 février 2006 avec les radio-émetteurs Bob KK6EK, Ralph K0IR, Terry W6MKB, Bob N4GCK, Luis XE1L, Tony WA4JQS, Willy HB9AHL, Peter ON6TT,. Ils ont opéré avec l'indicatif 3Y0X. Ils ont enregistré 87 000 QSOs.
L'équipe d'expédition du Polarstern a notamment aussi installé et solidement érigé une station météo temporaire le 23 février 2006 afin de recueillir et d'enregistrer des données journalières de météorologie. Elle est aussi capable de fournir des relevés à distance par radiotransmission et télétransmission (système satellitaire de télécommunication iridium).

#### ExpéditionNo man's land projecten 2010
L'île est l'objet, pendant l'été austral 2009/2010, d'une expédition d'alpinistes français menée à bon port par la navigatrice Isabelle Autissier : le No man's land project, un trio d'alpinistes chevronnés assisté du gardien secouriste du refuge de la Croix du Bonhomme en Savoie, dont l'un des objectifs les plus ambitieux est de réaliser l'ascension du pic Lars Christensen (1 640 m et point culminant).
Son bateau Ada 2, un sloop spécialement aménagé pour les mers australes avec une coque en aluminium, est le quatrième navire à visiter cette île et le deuxième à y débarquer des hommes en vue d'une exploration. Le précédent navire français ayant croisé dans les parages, le Pourquoi Pas ? piloté par l'équipage du commandant Charcot sous une météo menaçante, n'avait trouvé aucun point pour accoster sur cette île au relief très hostile, presque entièrement entourée de falaises de glace et de roches. Une approche d'accostage prolongée signifie immédiatement pour les navires une exposition à un risque important de chutes inopinées de sérac du front glaciaire qu'il faut sans cesse estimer. Le relief des fonds marins de ces lieux est aussi imprécis et n'aide pas à la navigation. Cela constitue pour l'équipe une menace potentielle de survie. En effet, dans ces positions géographiques éloignées, il serait impossible de se voir prêter assistance dans un délai raisonnable pour permettre le sauvetage d'un équipage en réelle détresse. 95 % de la surface de cette île est recouvert de glaces épaisses. Pour rallier l'île, la navigatrice doit se ravitailler en carburant auprès de la base ukrainienne A. Vernadsky.
Durant l'expédition à terre, des membres d'équipage restés à bord seront de quart pour veiller à éloigner constamment avec une gaffe les morceaux de glace de sérac et autres fragments d'iceberg en suspension. Ceux-ci se déplacent constamment avec les courants marins et peuvent entrer en collision avec la coque du sloop.
La baie de Sandefjord, le site d'une ancienne coulée de lave tabulaire déclinante s'abîmant en mer et formant une large anse un peu protégée, a finalement été choisie par Autissier pour accoster. La manœuvre se réalise avec une embarcation légère en laissant le bateau plus au large pour limiter les risques. Une ascension d'exploration débute le 4 mars 2010. Les trois alpinistes explorateurs sont équipés de combinaisons étanches et isolantes pour limiter les risques liés au froid. Mais les difficultés surgissent rapidement après un début d'ascension pourtant serein : en raison principalement des risques liés à d'importantes crevasses, d'une météo subitement défaillante avec un amoncellement de nuages menaçants autour le toit principal d'origine volcanique, les alpinistes, n'ayant plus qu'une visibilité réduite, doivent renoncer à leur ascension du sommet de l'île. Leur présence sur ce sol gelé se sera limitée à 10 heures. Étant dans la zone du 69° réputée dangereuse pour la navigation, Isabelle Autissier décide de ne pas exposer davantage son bateau et son équipage. Le No man's land project échoue donc près du but fixé pour cette île, et son sommet demeura pour un temps encore inexploré.
Le caractère hostile de son environnement multipliant les risques naturels est très bien résumé par un fait souligné en commentaires du reportage filmé de l'expédition : son sol, initialement, a été foulé par un nombre d'hommes plus restreint que celui de la Lune.
Après la traversée du passage de Drake, Ada 2 et son équipage reviennent le 18 mars 2010, sans encombre à son port d'attache d'Ushuaïa après 75 jours d'expédition.

## Milieu naturel

### Faune
- Manchot Adélie[5]
- Manchot à jugulaire[5]
- Phoque crabier[5]
- Léopard de mer[5]

### Flore
Le caractère inhospitalier de cette île ne permet pas en l'état des observations actuelles, un inventaire floristique détaillé et de vérifier notamment si ce coin de terre perdu possède des espèces endémiques.
- Mousses[5],
- Lichens[5]

## Culture
L'île est supposée être la capitale du micro état Grand-duché de Westarctica.